# Argyrodiaptomus neglectus
Argyrodiaptomus neglectus is een eenoogkreeftjessoort uit de familie van de Diaptomidae. De wetenschappelijke naam van de soort is voor het eerst geldig gepubliceerd in 1937 door Wright S..